# Брауншвейг-Вольфсбург
Аеропорт Брауншвейг Вольфсбург (нім. Flughafen Braunschweig-Wolfsburg) (IATA: BWE, ICAO: EDVE) — аеропорт у Брауншвейзі, Німеччина. 
Спочатку побудований Міністерством авіації Німеччини в 1930-х роках, він розташований на північній околиці Брауншвейга, який розташований між Ганновером і Магдебургом. 
Аеропорт Брауншвейг традиційно був головним центром планеризму в Німеччині, а також використовується для авіації загального призначення, особливо для ділових перевезень.

## Авіакомпанії та напрямки
В аеропорту немає регулярних пасажирських або вантажних перевезень, використовується для позапланових перевезень бізнес-джетами, а також Німецьким аерокосмічним центром, наприклад, з їхніми літаками зі спеціальною місією для виявлення явищ в атмосфері. 
Існують також спеціальні чартерні рейси до місць відпочинку. 

Виробник автомобілів Volkswagen Group, який базується в сусідньому Вольфсбурзі, є основним акціонером і використовує аеродром як базу для власного парку авіакомпаній, керованих Volkswagen Air Services. 
Volkswagen AG здійснює регулярні послуги на інші європейські підприємства компанії та її дочірніх компаній, таких як Škoda, Audi і SEAT.